# Jan Plestenjak
Jan Plestenjak, slovenski pevec zabavne glasbe in kitarist; * 27. marec 1973, Ljubljana.

## Življenjepis
Jan Plestenjak se je rodil v Ljubljani, otroštvo pa preživel v Škofji Loki. Njegova mati Dora Plestenjak je slovenska slikarka, oče Miroslav Miljković - bolj znan pod vzdevkom Mačak je že pokojen. Njegov starejši polbrat je slovenski slikar Domen Slana, ki ima sicer drugega očeta, le priimek je obdržal od matere. Že v otroštvu je začel igrati kitaro. Nižjo glasbeno šolo je obiskoval v Škofji Loki, kasneje pa je študiral kitaro na Srednji glasbeni in baletni šoli v Ljubljani. Med srednjo šolo je nastopal v jazzovski skupini Interaction jazz group ter sodeloval s skupino Quatebriga in z Big Bandom RTV Slovenija. Pri osemnajstih letih je bil sprejet na Bostonsko glasbeno šolo Berklee College of Music, kjer se je izobraževal eno leto. 
Študij je nadaljeval na celovškem konzervatoriju. Jan trenutno živi na Primorskem, v Strunjanu. 
Leta 2005 je izšla njegova biografija z naslovom Smeh in solze, ki jo je napisal novinar Jaka Lucu. 
Leta 2009 je izšel njegov novi album z naslovom Klasika kjer je priredil svoje stare uspešnice in nove pesmi s simfoniki.
Leta 2011 je prejel viktorja za najbolj popularnega glasbenega izvajalca.

## Albumi
| Leto | Album           | Skladbe |
| ---- | --------------- | --- |
| 1994 | Gremo v kino    | Movin'; Mucca; Ne ne ne (J. Plestenjak-Jani Hace, Vito Tofaj); Obrni se; Šerbi; Afrika; Gremo v kino!; Tvoj smeh; Nekje; Želim si; Veter; Zakaj; She's a Fire; A Little Spot in Big Blue; Mucca (dance edit); Šerbi (dance edit); Gremo v kino! (funky edit) |
| 1995 | Pogrešal te bom | Dal ti bom vse; Misli na mene; Naj pove srce; Poleti; Brez drog; Ker te ljubim; Zgodba; Ne verjamem; Pogrešal te bom; Konec |
| 1997 | Morje           | Latino; Veter; Pozabljena; Nekaj umira; Svoboden; Bodi moja; Jokam kot sneg; Teenager; Morje; Caruso (kako zelo imam te rad) |
| 1999 | Amore mio       | Smeh in solze; Moja ljubica; Nimaš pojma; Si me ljubila; Nor sem, da te ljubim; Through another day; Dobro jutro; Boril se bom zate; Sam; Amore mio; O, ja; Rad bi bil spet tvoj; Stari nono |
| 2002 | Jan             | Stavi na moje srce (Plestenjak/T. Borsan); Tvoj song (I. & G. Spagna/I. Spagna, Plestenjak/G. Spagna, S. Fajon); Kamen s srca (M. Vlašič/U. Vlašič/Fajon); Prave karte (M. Vlašič/Plestenjak, U. Vlašič/Fajon); Bodi gola (Plestenjak/Fajon); Pavza (Plestenjak/Borsan); Te ni (P. Greblo); Bolezen (E. Ramazzotti, G. Cavani/I. Cioni, Plestenjak/Borsan); Savana (Plestenjak/P. Perko); Tebe imam (Plestenjak/Borsan, Plestenjak); Bela noč (Plestenjak/F. Zafred); Bodi gola (RSL edit) (Plestenjak/Borsan); Vse je OK (Plestenjak/Fajon); Un amor una verdad (instrumental) (Plestenjak/Fajon); Tvoj song (Dee Jay Time remix) |
| 2003 | Solo            | Od tebe bolan; Iz drugega sveta; Za božič bom sam; Po nevihti; Roža sredi Sahare; Zadnje slovo; Dva vulkana; Za eno noč; Dan je lep; Mala vas |
| 2005 | Do raja         | Lolita; Jadra; Barka iz perja; Oprosti mi; Iz pekla do raja (feat. Eva Moškon); Kradeva brez vere; Mene meša; Angeli; Latino (2004 version); Roža sredi Sahare (remix) |
| 2007 | Soba 102        | Sam da ti maš mene rada; Soba 102 (feat. Lara); Nisi moja (feat. Insieme); Svet je premajhen; Tvoja druga stran; Če še enkrat greš; Vetrovi s severa; A boš kdaj moja; Sam sebi dovolj (feat. Massimo Savić); Lepa; Bela (feat. Jernej Šugman) |
| 2009 | Klasika         | CD 1: Si OK?; 3x me poljubi; Sam da ti maš mene rada; Amore mio; Bela noč; Iz pekla do raja; Bolezen; Lolita; 7 let nazaj; Smeh in solze; Iz drugega sveta; Tvoj song; Pride pride dan; Soba 102 |
| 2009 | Klasika         | CD 2: Pustil ti bom sanje; Ker te ljubim; Morje; Moja ljubica; Lepa; Bodi gola; Barka iz perja; Pogrešal te bom; Za Božič bom sam; Tebe imam; Nisi moja |
| 2011 | Osebno          | Punca; Navaden par; Ona sanja o Ljubljani; Primi me za roko; Greva gor; Ko zorijo jabolka; Zvezde vedo; Dajva zvezdam mir; Doma; Če je to konec; Punca (feat. Nina Pušlar) |
| 2013 | Večja od neba   | Ob tebi bom ostal; Človek brez imena; Ne zapusti me; Čao lepa; Pijan od vina; Priznam; Poletje; Večja od neba; Angela; Zlato |
| 2015 | Dvigni krila    | Dvigni krila; Stara dobra; Prelepa za poraz; Iz zadnje vrste; Ostani; Moja si; Ptice jadrajo na jug; Črn dež; Tako malo; Moja zastava; Ko mene več ne bo; Stara dobra (remix) |
| 2018 | Za vedno        | Velik je ta svet (ft. Challe Salle); Povej mi, kaj bi rada; Na dnu neba; Budala moja mala; Med nama; Med vrati; Roke stran; Jaz že vem, zakaj |

1. ↑  https://www.obrazislovenskihpokrajin.si/oseba/plestenjak-jan/
2. ↑  Avtor ostalih skladb (glasbe, besedila in aranžmaja) je Jan Plestenjak.
3. ↑  Naslovno pesem je napisal na dan, ko mu je umrl oče.

## Nastopi na glasbenih festivalih

### Pop delavnica
- 1993: Naj stvari so tri - nagrada za izvajalca z najsodobnejšim zvokom

### EMA
- 1995: Ker te ljubim (Jan Plestenjak - Jan Plestenjak) - 5. mesto (73 točk)
- 1999: Moja dežela (Jan Plestenjak - Jan Plestenjak - Jan Plestenjak) - 3. mesto (38 točk)
- 2001: Vse je OK (Jan Plestenjak - Jan Plestenjak - Sašo Fajon)